# Doiby Dickles
Charles "Doiby" Dickles è un personaggio immaginario della DC Comics. Fu la spalla di Alan Scott, la prima Lanterna Verde. Doiby ("Derby" pronunciato con il forte accento di Brooklyn) lavora come tassista per la Apex Broadcasting Company, dove Alan Scott è impiegato.

## Biografia del personaggio
La prima avventura di Doiby al fianco di Lanterna Verde ricorse quando la Lanterna stava inseguendo un gruppo di teppisti. Dopo che si presunse che Alan venne ucciso da uno di questi malviventi, Doiby li affrontò con indosso il costume di Lanterna Verde nel tentativo di fermarli. Poco dopo comparve anche l'originale e insieme riuscirono a fermarli. Dopo questa avventura, Alan inviò a Doiby una strana lettera: "Doiby, un brav'uomo come te potrebbe aiutarmi nella mia lotta contro il male - Che ne dici? - Lanterna Verde". Dopo di ciò, Doiby cominciò a lavorare con Alan Scott su base regolare, infine scoprendo che lui e Lanterna Verde sono la stessa persona.
Con il suo forte accento di Brooklyn, Doiby chiamava Lanterna Verde "Lant'rin", e si riferiva al suo taxi chiamandolo "Goitrude".
Doiby e Alan tentarono di prendersi cura della creatura nota come Solomon Grundy durante la sua prima comparsa. Ma non andò a buon fine, in quanto Grundy cominciò a mietere vittime e dovette essere fermato.

### Carriera successiva
Doiby e Lanterna Verde vissero numerose avventure insieme, inclusa la battaglia contro i nazisti durante la seconda guerra mondiale. Doiby ebbe anche una relazione con la Principessa Ramia di Myrg, un'aliena che fuggì dal suo matrimonio forzato con un uomo malvagio di nome Principe Peril. Doiby riuscì a coinvolgere i suoi amici, che aiutarono a salvare la Principessa, ma non prima che lo stesso Doiby servisse come giullare di corte.
Dato che la Golden Age cominciava a svanire, Doiby venne inviato nello spazio per sposarsi con la Principessa Ramia, gli alieni godettero della sua vasta saggezza, e Alan Scott cominciò una carriera solista. Con il tempo, Myrg cominciò a somigliare sempre più alla Brooklyn amata da Doiby.
Doiby ritornò per un breve periodo sulla Terra per aiutare Lanterna Verde con un nuovo problema: Sinestro aveva preso possesso del suo taxi. Lo aveva lasciato nel garage di Hal Jordan quando era partito per Myrg. La minaccia venne sventata, ma Goitrude venne distrutta. Doiby aveva raggiunto la Terra con un "cambia-dimensione", ma questo dispositivo andò distrutto nella battaglia, però Goitrude fu riparata. Doiby continuò il suo lavoro sulla Terra finché la sua posizione su Myrg non venne usurpata dal malvagio Principe Marieb.
Qualche tempo dopo, Doiby si unì ad un gruppo chiamato "Old Justice". Questo gruppo era formato dalle "spalle" di numerosi eroi della Golden Age. Vi erano Dan the Dyna-Mite, Merry Pemberton, Neptune Perkins e i due figli di Ma Hunkel. Erano convinti che i giovani supereroi non fossero responsabili a sufficienza per essere coinvolti nel "gioco".
Durante la storia Sins of Youth, uno dei dispositivi alieni di Doiby si combinò con la magia di Klarion il Ragazzo Mago. Questo fece sì che venissero alterate le età di dozzine di supereroi e super criminali. I personaggi più maturi divennero più giovani e gli adolescenti divennero adulti. Doiby e altri membri della Old Justice si ritrovarono a dover badare e a fare da baby sitter a degli adulti trasformati in bambini, molti dei quali divennero del tutto irresponsabili. Furono però aiutati da un superessere, ora diventato adulto. Trasferendosi fuori dal quartier generale della Justice League a Happy Harbor, gli adulti e i bambini trovarono un modo di ricattare Klarion perché lavorasse con Doiby al fine di rimettere le cose a posto. Questo incidente convinse la Old Justice che la Young Justice sapeva badare a sé stessa.

### Ritorno su Myrg
Doiby si riunì alla squadra a causa della coincidenza che la Young Justice si ritrovava nei vecchi punti d'incontro degli eroi più grandi. Li convinse ad accompagnarlo sul pianeta Myrg, e fortunatamente per lui, Impulso ricevette in dono una navicella spaziale per aver aiutato un ricco sultano. Mentre viaggiava nello spazio, una versione più giovane di Lobo si aggregò alla missione. Cosa tipica del suo personaggio, Lobo entrò nella missione solo per la violenza.
Dopo essere giunti, il gruppo venne a conoscenza del fatto che Marieb aveva bandito Doiby da Myrg, e che Ramia aveva sposato l'usurpatore per garantire l'incolumità fisica di Doiby. Marieb venne sconfitto, ma subito giunse la minaccia della razza aliena degli Slag.
Questa razza aliena amava particolarmente il gioco del baseball e sfidò la Young Justice ad una partita per la sorte del pianeta. La Young Justice vinse la sfida a causa della truffa palese degli Slag. Così, Doiby e la sua regina furono in grado di riprendere le proprie vite da dove le avevano lasciate su Myrg.
Doiby ricomparve di quando in quando per fare visita ai suoi vecchi amici della Young Justice, ma utilizzò un nuovo mezzo di trasporto, lasciando accidentalmente la nave spaziale di Impulso su Myrg.
Una storia in tre parti presente in Detective Comics presentò il flashback di una storia che vedeva Alan Scott e Doiby investigare su alcuni delitti nel 1948.